# 贝格沃尔登
贝格沃尔登是德国石勒苏益格－荷尔斯泰因州迪特马尔申县的一个市镇。总面积2.64平方公里，总人口36人，其中男性15人，女性21人（2011年12月31日），人口密度14人/平方公里。